# Caddyshack II
Caddyshack II (bra: Clube dos Pilantras II; prt: O Clube dos Malandrecos II, ou O Clube dos Malandrecos 2) é um filme estadunidense de 1988, do gênero comédia, dirigido por Allan Arkush, com roteiro de Harold Ramis e Peter Torokvei. 
É a sequência do filme de 1980, Caddyshack. 

## Elenco principal
- Jackie Mason...Jack Hatrtounian
- Dan Aykroyd...Capitão Tom Everett
- Robert Stack...Chandler
- Dyan Cannon... Elizabeth
- Chevy Chase...Ty Webb
- Jonathan Silverman...Harry
- Jessica Lundy...Kate Hartounian
- Chynna Phillips...Mary Frances "Miffy" Young
- Randy Quaid... Peter Blunt
- Dina Merrill...Cynthia Young

## Sinopse
Kate Hartounian é filha do novo-rico Jack, descendente de judeus armênios e empresário de construção de casas populares. Ela quer se "enturmar" com sua amiga WASP esnobe da faculdade Miffy Young e convence Jack a se tornar sócio do clube de golfe (Bushwood, o mesmo do primeiro filme), frequentado pela família da amiga.
Chandler, o pai de Miffy e presidente do clube, rejeita Jack e veta sua admissão. Em retaliação, Jack vai procurar o sócio-proprietário Ty Webb e compra a maioria das ações do clube. Tornando-se o novo dono do lugar, Jack transforma o clube tradicional em um parque temático e popular sobre golfe. Chandler e seus amigos pressionam Jack a devolver o clube e os dois acabam disputando a propriedade do mesmo em uma partida final de golfe. Para se assegurar que vencerá, Chandler contrata o ex-militar do Vietnã, capitão Everett, para matar Jack caso o jogo se torne difícil.